# 로카시니발다
로카시니발다(이탈리아어: Rocca Sinibalda)는 이탈리아 라치오주 리에티도에 위치한 코무네다. 로마로부터 북동쪽 50km, 리에티로부터 남동쪽 15km 거리에 있다.
1084년에 지어져 발다사레 페루치에 의해 개조된 스포르차 체사리니 성이 있다.